# Unión Sport Club
O Unión Sport Club foi um clube de futebol da cidade de Caracas, capital da Venezuela. Foi fundado em 15 de junho de 1925, cujo primeiro presidente foi Julio García Cortez "Piquillo" e Luis Guillermo Blank um de seus primeiros diretores de futebol. A partida entre Unión e Centro Atlético inaugurou o Estádio San Agustín, e o resultado foi de 2 a 2. Este estádio foi um dos principais palcos para a prática de futebol na Venezuela nas décadas de 1920, 1930 e o início da década de 1940, quando foi substituído pelo Estádio Nacional de El Paraíso, hoje conhecido como Estádio Brígido Iriarte. 

## Títulos
- Campeonato Venezuelano: 7

(1932, 1934, 1935, 1939, 1940, 1947 e 1950)